# دب قصير الوجه
الدب قصير الوجه (الاسم العلمي: Arctodus pristinus)، من الثدييات المنقرضة التي استوطنت أمريكا الشمالية خلال العصر الجليدي، يصل طولها عندما تقف إلى ستة أقدام في الأكتاف و13 قدم عند الساقين. أكبرهم حجماً يزن أكثر من طن.